# 丘斯滕迪爾
丘斯滕迪爾（保加利亞語：Кюстендил）是位於保加利亞西部的一個城市。位於保加利亞首都索菲亞以西90公里處。丘斯滕迪爾是丘斯滕迪爾州的首府所在地。

## 姊妹城市
- 可可比奇，美國